# Maladers
Maladers (, toponimo romancio e tedesco; in italiano Maladro, desueto) è una frazione di 522 abitanti del comune svizzero di Coira, nella regione Plessur (Canton Grigioni).

## Storia

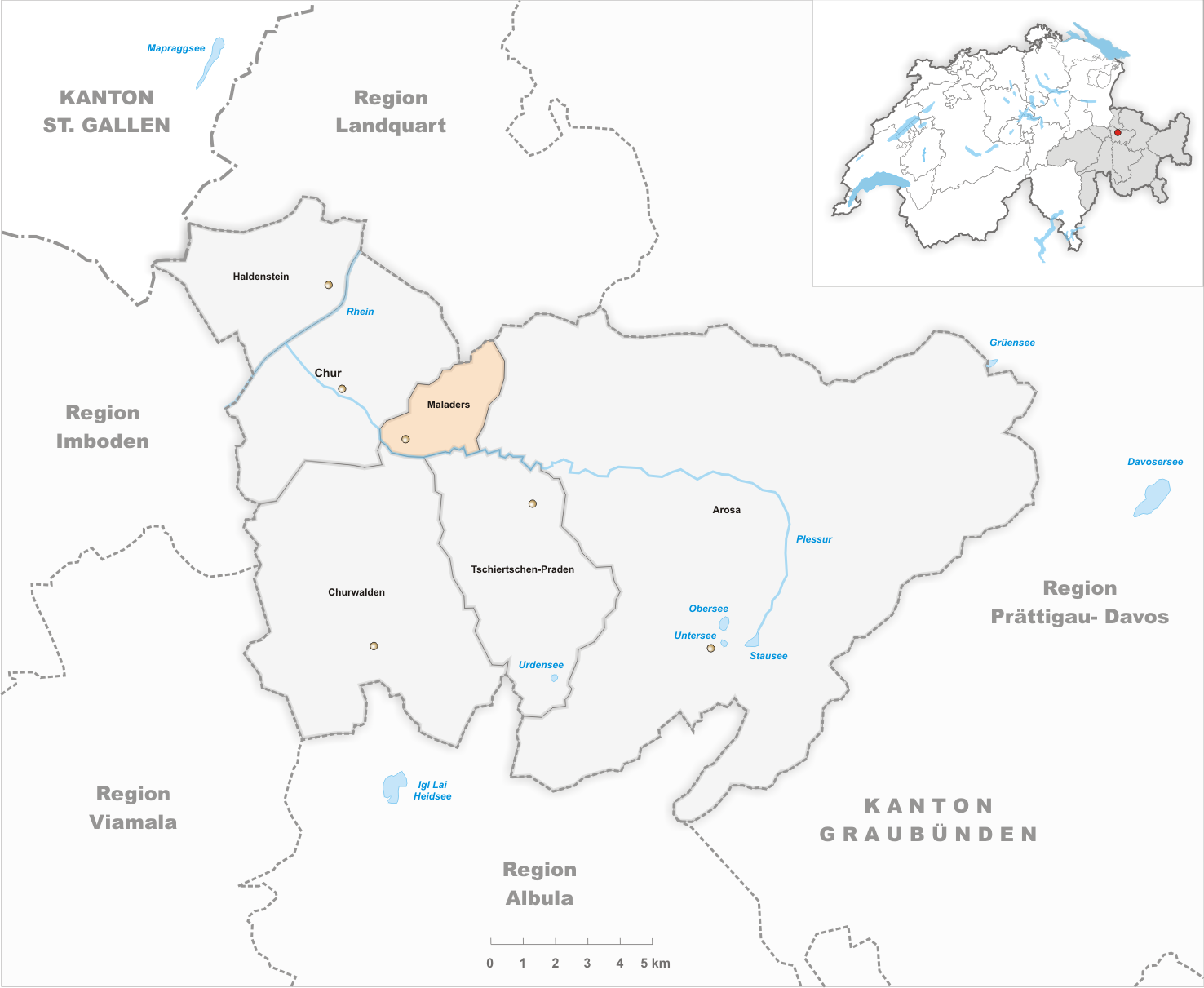
Il territorio del comune di Maladers prima degli accorpamenti comunali del 2020

Già comune autonomo che si estendeva per 7,59 km² e comprendeva anche le frazioni di Brandacker e Sax, nel 2021 è stato accorpato al comune di Coira.

## Monumenti e luoghi d'interesse
- Chiesa riformata di San Desiderio, attestata dal 1150[1];
- Cappella cattolica, eretta nel 1923[1].

## Società

### Evoluzione demografica
L'evoluzione demografica è riportata nella seguente tabella:
Abitanti censiti

### Lingue e dialetti
Già paese di lingua romancia, è stato germanizzato nel XVI secolo.